# Cordelia Fine
Pour les articles homonymes, voir Fine.
Cordelia Fine (née en 1975) est une philosophe, psychologue et écrivaine britannique, professeure de philosophie et d'histoire des sciences à l'université de Melbourne , auteure de livres de vulgarisation scientifique sur les thèmes de la cognition sociale, des neurosciences et des mythes populaires sur les différences entre les sexes. Ses recherches qui déconstruisent les biais sexistes en science ont pu être qualifiées de féministes,,. Elle est connue pour avoir inventé le terme « neurosexisme (en) ».
Son ouvrage Testosterone Rex a remporté le prix du livre scientifique de la Royal Society en 2017.
En 2018, Cordelia Fine a reçu la médaille d'Édimbourg décernée aux « hommes et femmes de science et de technologie dont les réalisations professionnelles ont apporté une contribution significative à la compréhension et au bien-être de l'humanité ».

## Formation et carrière
Cordelia Fine obtient une maîtrise en criminologie de l'Université de Cambridge et soutient une thèse de doctorat en psychologie à l'University College de Londres.
Par la suite, Cordelia Fine est chercheuse à la School of Philosophy & Bioethics de l'Université Monash, au Center for Applied Philosophy & Public Ethics de l'Université nationale australienne, et au Center for Agency, Values & Ethics (CAVE) à l'Université Macquarie.
De 2012 à 2016, elle est ARC Future Fellow à la Melbourne School of Psychological Sciences.
Elle est également professeur à la Melbourne Business School, à l'Université de Melbourne jusqu'en 2016 . Depuis, elle est professeur à l'École d'études historiques et philosophiques de l'Université de Melbourne, en Australie .
Elle est l'auteur de plusieurs chapitres de livres académiques et de nombreuses publications académiques.
En tant que communicatrice scientifique, Fine a donné de nombreuses conférences publiques et principales sur les thèmes de l'éducation, des affaires, de l'enseignement,,,.
Fine a également écrit pour le New York Times, Scientific American, New Scientist, The Psychologist, The Guardian et The Monthly, entre autres, et a révisé des livres pour le Financial Times et le Wall Street Journal.

## Testosterone Rex

### Thèses de l'auteur
Dans son livre Testosterone Rex : Unmaking the Myths of Our Gendered Minds (Le Roi testostérone), Cordelia Fine examine un mythe scientifique très répandu selon lequel les hommes auraient plus de goût que les femmes pour le risque et la compétition, et seraient naturellement plus agressifs, du fait de leur taux de testostérone. Cordelia Fine montre la prégnance de biais sexistes dans les recherches censées accréditer de telles hypothèses. « Les chercheurs doivent prendre des décisions sur les types de risques qu'ils décident d'enquêter», explique C. Fine, or les risques qu'ils choisissent d'étudier sont associés à des activités traditionnellement masculines, ce qui leur permet de conclure que les hommes montrent plus d'audace que les femmes : ces activités sont par exemple la moto, les sports extrêmes comme le parachutisme ou le saut à l'élastique, les investissements financiers, les paris sportifs. Cordelia Fine évoque une sous-estimation systématique des risques pris par les femmes ; le risque de mourir à la suite d'une grossesse est 20 fois plus élevé aux États-Unis que celui qu'entraîne un saut en parachute. Le risque d'agression sexuelle lors d'une liaison est tout à fait réel. Le choix d'un temps partiel ou le divorce supposent de prendre un risque économique, etc. « Bien que les femmes prennent régulièrement des risques, ceux-ci passent sous les radars de la recherche », déclare-t-elle.
Cordelia Fine passe au crible une autre idée reçue selon laquelle au cours de l'évolution se seraient forgés des comportements spécifiquement masculins et féminins, liés à des stratégies de reproduction différentes. Les hommes seraient plus portés à entretenir des relations sexuelles multiples, qui leur permettraient de transmettre leurs gènes à une descendance plus nombreuse, à la différence des femmes, qui auraient intérêt à choisir avec soin le meilleur reproducteur possible. Cordelia Fine rappelle que ce mythe est fondé sur des expériences pratiquées dans les années 1940 sur des mouches, et qui ont été invalidées depuis. Il s'est révélé en effet que « ces expériences étaient biaisées en faveur d'une conclusion préétablie » selon laquelle les hommes sont, par nature, volages, et les femmes, fidèles. En réalité, « les mouches femelles ayant la plus grande descendance sont celles qui ont le plus de partenaires sexuels » ; et les mâles monogames auraient plus de chances de se reproduire que les mâles polygames, compte tenu du fait que les périodes fertiles des femelles sont brèves. Cordelia Fine cite le propos de l'universitaire Bradley David Schmitt qu'elle juge révélateur de l'idéologie sexiste qui imprègne la science : « Considérez, dit Schmitt, qu'un homme peut produire jusqu'à 100 descendants en s'accouplant sans discernement avec 100 femmes dans une année donnée, alors qu'un homme qui est monogame aura tendance à n'avoir qu'un seul enfant avec son partenaire pendant cette même période. ». Mais, objecte C. Fine, « la probabilité qu'une femme devienne enceinte à la suite d'un seul acte sexuel au hasard est d'environ 3% » ; de plus un homme peut difficilement trouver 100 femmes fertiles (en âge de procréer, qui ne soit ni enceintes ni allaitantes).
Cordelia Fina montre que les stéréotypes de genre n'appartiennent pas au passé, et qu'ils continuent à être extrêmement actifs dans la recherche moderne.

### Réception
En 2017, Testosterone Rex a remporté le prestigieux prix des livres scientifiques de la Royal Society. Selon Harriet Hall, auteur dans le Skeptical Inquirer de nombreux articles sur la médecine alternative et le charlatanisme, «le livre de Cordelia Fine fournit des preuves irréfutables que les hommes et les femmes ne sont pas vraiment très différents autrement que dans leur anatomie. Il n'existe pas de «cerveau masculin» ou de «cerveau féminin». Il n'y a pas de nature masculine ou féminine mais plutôt des mosaïques individuelles de traits. La testostérone n'est pas très importante. La biologie ne peut être utilisée pour expliquer ou excuser les inégalités sociétales».

## Delusions of Gender

### Thèses de l'auteur
La thèse de son deuxième livre, Delusions of Gender : How Our Minds, Society, and Neurosexism Create Difference (Délires liés au genre : comment notre imagination, la société et le neurosexisme créent les différences entre les sexes) est la suivante : l'idée selon laquelle les différences innées entre les cerveaux des hommes et des femmes seraient démontrées scientifiquement et justifieraient les inégalités de genre dans les sociétés modernes est fondée sur des méthodes erronées et sur des hypothèses fragiles. Cordelia Fine conteste également une autre idée courante selon laquelle une société égalitaire entre les sexes signifie que les différences dans les résultats et les intérêts sociaux seraient dues à la biologie. «Avec des contextes et des circonstances toujours aussi différents pour les hommes et les femmes, il n'est tout simplement pas possible de comparer les choix qu'ils font et de tirer des conclusions sûres concernant les différences naturelles entre les sexes», explique-t-elle.
C. Fine donne quelques exemples de la culture de genre dans les sociétés actuelles. Ainsi, dans la petite enfance, ce sont les garçons, plus que les filles, qui subissent une forte pression les incitant à correspondre à une norme genrée ; ils doivent éviter de paraître faibles, efféminés, lâches etc., alors que les filles peuvent manifester de l'audace. En revanche, dès l'adolescence, les filles doivent afficher une féminité physique stéréotypée. Or, dit C. Fine, des tests montrent qu'une attention excessive portée à son apparence physique empêche de se concentrer sur des matières intellectuelles : « lorsqu'elles sont invitées à effectuer un court exercice de mathématiques tout en portant un maillot de bain ou un pull, les femmes portant un maillot de bain ont moins bien réussi que les femmes portant un pull».
Les études qui démentent les préjugés et détectent de faibles différences entre les sexes trouvent difficilement un éditeur. Tout le monde concourt à renforcer le carcan culturel qui façonne des cerveaux «masculins» et «féminins», pour que nous ne puissions pas imaginer ce que les hommes et les femmes deviendraient en l'absence de toute contrainte sociale.

### Réception
L'approche du genre telle que la conçoit C. Fine a été critiquée par ceux qui la jugent comportementaliste,, et parce qu'elle ne tiendrait pas compte de ce que la psychiatrie appelle les troubles de l'identité de genre. Cependant, comme C. Fine l'a souligné dans The Psychologist, le livre s'intéresse aux "preuves" scientifiques censées montrer que les hommes sont déterminés pour systématiser alors que les femmes le seraient pour faire preuve d'empathie ; elle affirme ne pas souscrire à une vision comportementaliste ou socialement déterministe du développement, mais plutôt à «une vision dans laquelle le chemin du développement est construit, étape par étape, à partir de l'interaction continue et dynamique entre le cerveau, les gènes et l'environnement».
Ben Barres, professeur de neurobiologie à l'Université de Stanford, a écrit dans une critique du livre pour PLOS Biology que «l'analyse de ces données par Fine devrait être une lecture obligatoire pour chaque étudiant en neurobiologie, sinon pour chaque être humain». En revanche, selon les neuroscientifiques Margaret McCarthy et Gregory Ball, C. Fine présente une image unilatérale de l'étude des différences entre les sexes, et son livre menacerait de «sérieusement entraver» les progrès dans ce domaine. De même, les neuroscientifiques Geert de Vries et Nancy Forger du Neuroscience Institute de la Georgia State University citent les travaux de Fine et de ses collègues comme «exemples d'allégations non fondées sur la nature et la fonction des différences neuronales sexuelles qui continuent d'être faites et qui peuvent causer de graves dommages». En collaboration avec la sociologue de la médecine Rebecca Jordan-Young (Barnard College), C. Fine a rejeté l'affirmation basée sur des citations de ses critiques de représentations populaires de la science, selon lesquelles elle serait « contre l'idée de différences entre les sexes ».
C. Fine et R. Jordan-Young, avec d'autres co-auteurs, ont publié des recommandations et des lignes directrices pour améliorer la qualité des enquêtes scientifiques sur les différences entre les sexes dans la recherche,.

## A Mind of Its Own
Le premier livre de Fine, A Mind of Its Own, se fonde sur des recherches cognitives pour montrer que l'esprit donne souvent une image déformée de la réalité.

## Récompenses et distinctions

### Testostérone Rex(livre)
- Prix de la Royal Society, 2017 (The Royal Society Insight Investment Science Book Prize[34])

### Delusions of Gender(livre)
- Sélectionné pour le prix littéraire du premier ministre victorien pour la non-fiction 2011[35].
- Sélectionné pour le prix du meilleur livre d'idées 2011[35].
- Sélectionné pour le prix John Llewellyn Rhys 2010[35].
- Sélectionné par le Washington Post pour le meilleur livre non romanesque de l'année 2010 [36]
- Sélectionné pour le Warwick Prize for Writing 2013[35].
- Livre de l'année Evening Standard 2010 [37]
- Livre de l'année Guardian 2010[38].
- Huffington Post "22 livres que les femmes pensent que les hommes devraient lire" liste [39]

### A Mind of Its Own(livre)
- Un des douze livres figurant sur la liste pour le UK Royal Society Science Prize 2007 [40]

## Publications

### Livres
| Date de publication | Titre                                                                               | Éditeur              | ISBN                 |
| ------------------- | ----------------------------------------------------------------------------------- | -------------------- | -------------------- |
| 17 juillet 2006     | A Mind of Its Own                                                                   | WW Norton & Company  | (ISBN 0-393-06213-9) |
| 26 juin 2008        | The Britannica Guide to the Brain: A guided tour of the brain and all its functions | Gendarme et Robinson | (ISBN 1-84529-803-9) |
| 30 août 2010        | Delusions of Gender                                                                 | WW Norton & Company  | (ISBN 0-393-06838-2) |
| 24 janvier 2017     | Testosterone Rex                                                                    | WW Norton & Company  | (ISBN 0-393-08208-3) |

### Articles
- Cordelia Fine, Gina Rippon, Rebecca Jordan-Young, Anelis Kaiser et Daphna Joel, « Letter to the Editor: Journal of Neuroscience research policy on addressing sex as a biological variable: Comments, clarifications, and elaborations », Journal of Neuroscience Research, vol. 95, no 7,‎ juillet 2017, p. 1357–1359 (PMID 28225166, DOI 10.1002/jnr.24045, S2CID 45664076)
- Cordelia Fine et Emma Rush, « "Why does all the girls have to buy pink stuff?" The ethics and science of the gendered toy marketing debate », Journal of Business Ethics, vol. 149, no 4,‎ février 2016, p. 769–784 (DOI 10.1007/s10551-016-3080-3, S2CID 147209519)
- Cordelia Fine et Rebecca Duke, « Expanding the role of gender essentialism in the single-sex education debate: A commentary on Liben », Sex Roles, vol. 72, nos 9–10,‎ mai 2015, p. 427–433 (DOI 10.1007/s11199-015-0474-0, S2CID 142431798)
- Cordelia Fine, « His brain, her brain? », Science, vol. 346, no 6212,‎ 21 novembre 2014, p. 915–916 (PMID 25414288, DOI 10.1126/science.1262061, Bibcode 2014Sci...346..915F, S2CID 11188482)
- Cordelia Fine, Gina Rippon, Rebecca Jordan-Young et Anelis Kaiser, « Recommendations for sex/gender neuroimaging research: key principles and implications for research design, analysis and interpretation », Frontiers in Human Neuroscience, vol. 8, no 650,‎ 28 août 2014, p. 1–13 (PMID 25221493, PMCID 4147717, DOI 10.3389/fnhum.2014.00650)
- Cordelia Fine, Gina Rippon, Rebecca Jordan-Young, Anelis Kaiser et Daphna Joel, « Reaction to "Equal ≠ The Same: Sex Differences in the Human Brain" », Cerebrum, vol. 2014,‎ november–december 2014 (lire en ligne [archive du 16 février 2019], consulté le 21 août 2017)

See also: Larry Cahill, « Equal ≠ The Same: Sex Differences in the Human Brain », Cerebrum, vol. 2014,‎ march–april 2014, p. 5 (PMID 25009695, PMCID 4087190, lire en ligne [archive du 10 mars 2019], consulté le 21 août 2017)
- Cordelia Fine, Gina Rippon, Rebecca Jordan-Young et Anelis Kaiser, « Plasticity, plasticity, plasticity…and the problem of sex », Trends in Cognitive Sciences, vol. 17, no 11,‎ novembre 2013, p. 550–551 (PMID 24176517, DOI 10.1016/j.tics.2013.08.010, S2CID 27589924, lire en ligne)
- Cordelia Fine, « Is there neurosexism in functional neuroimaging investigations of sex differences? », Neuroethics, vol. 6, no 2,‎ août 2013, p. 369–409 (DOI 10.1007/s12152-012-9169-1, S2CID 144819834)
- Cordelia Fine, « Explaining, or sustaining, the status quo? The potentially self-fulfilling effects of 'hardwired' accounts of sex differences », Neuroethics, vol. 5, no 3,‎ décembre 2012, p. 285–294 (DOI 10.1007/s12152-011-9118-4, S2CID 144023407)
- Cordelia Fine, « From scanner to soundbite: Issues in interpreting and reporting sex differences in the brain », Current Directions in Psychological Science, vol. 19, no 5,‎ 12 octobre 2010, p. 280–283 (DOI 10.1177/0963721410383248, S2CID 14187735)
- Cordelia Fine et Jeanette Kennett, « Will the real moral judgment please stand up? », Ethical Theory and Moral Practice, vol. 12, no 1,‎ février 2009, p. 77–96 (DOI 10.1007/s10677-008-9136-4, JSTOR 40284273, S2CID 142769174)
- Cordelia Fine et Agnes Nairn, « Not seeing the wood for the imaginary trees. Or, who's messing with my article? A response to Ambler », International Journal of Advertising, vol. 27, no 5,‎ 2008, p. 896–908 (DOI 10.2501/S0265048708080402, S2CID 143556041)
- Cordelia Fine et Agnes Nairn, « Who's messing with my mind? The implications of dual processing models for the ethics of marketing to children », International Journal of Advertising, vol. 27, no 3,‎ 2008, p. 447–470 (DOI 10.2501/S0265048708080062, S2CID 143197555)
- Cordelia Fine, « Will working mothers' brains explode? The popular new genre of neurosexism », Neuroethics, vol. 1, no 1,‎ mars 2008, p. 69–72 (DOI 10.1007/s12152-007-9004-2)
- Cordelia Fine, Mark Gardner, Jillian Craigie et Ian Gold, « Hopping, skipping or jumping to conclusions? Clarifying the role of the JTC bias in delusions », Cognitive Neuropsychiatry, vol. 12, no 1,‎ janvier 2007, p. 46–77 (PMID 17162446, DOI 10.1080/13546800600750597, S2CID 38133890)
- Cordelia Fine, « Vulnerable minds? The consumer unconscious and the ethics of marketing to children », Res Publica, vol. 16, no 1,‎ 2007, p. 14–18 (lire en ligne [archive du 20 août 2017], consulté le 20 août 2017)
- Cordelia Fine, « Is the emotional dog wagging the rational tail or chasing it? Reason in moral judgment », Philosophical Explorations, vol. 9, no 1,‎ 2006, p. 83–98 (DOI 10.1080/13869790500492680, S2CID 142627466)
- Cordelia Fine, DGV Mitchell, RA Richell, C Newman, J Lumsden, KS Blair et RJR Blair, « Instrumental learning and relearning in individuals with psychopathy and in patients with lesions involving the amygdala or orbitofrontal cortex », Neuropsychology, vol. 20, no 3,‎ mai 2006, p. 280–289 (PMID 16719621, DOI 10.1037/0894-4105.20.3.280)
- Cordelia Fine, Jillian Craigie et Ian Gold, « Damned if you do; damned if you don't: the impasse in cognitive models of the Capgras delusion », Philosophy, Psychiatry, & Psychology, vol. 12, no 2,‎ juin 2005, p. 143–151 (lire en ligne)
- Cordelia Fine, Jillian Craigie et Ian Gold, « The explanation approach to delusion », Philosophy, Psychiatry, & Psychology, vol. 12, no 2,‎ juin 2005, p. 159–163 (lire en ligne)
- Cordelia Fine et Jeanette Kennett, « Mental impairment, moral understanding and criminal responsibility: Psychopathy and the purposes of punishment », International Journal of Law and Psychiatry, vol. 27, no 5,‎ september–october 2004, p. 425–443 (PMID 15337361, DOI 10.1016/j.ijlp.2004.06.005)
- Cordelia Fine, J. Lumsden et Robert James R. Blair, « Dissociation between theory of mind and executive functions in a patient with early left amygdala damage », Brain, vol. 124, no 2,‎ 1er février 2001, p. 287–298 (PMID 11157556, DOI 10.1093/brain/124.2.287)
- Cordelia Fine et Robert James R. Blair, « The cognitive and emotional effects of amygdala damage », Neurocase, vol. 6, no 6,‎ 2000, p. 435–438 (DOI 10.1080/13554790008402715, S2CID 220349993)
- Cordelia Fine et Robert James R. Blair, « Computations in extraversion », Behavioral and Brain Sciences, vol. 22, no 3,‎ juin 1999, p. 521–523 (DOI 10.1017/S0140525X99262048, lire en ligne)